# Segona batalla de Làmia
La segona batalla de Làmia va tenir lloc l'any 209 aC entre Filip V de Macedònia i la República Romana aliada amb la Lliga Etòlia i Àtal I de Pèrgam a la localitat de Làmia, aquesta batalla forma part de la Primera Guerra Macedònica.
Com a antecedent molt proper hi va haver la Primera Batalla de Làmia, mentre Filip V de Macedònia feia campanya per terres hel·lenes, l'estrateg etoli Pírries va reagrupar les seves forces, va fortificar la ciutat i va rebre reforços de Roma i Pèrgam.
Quan va acabar la seva campanya, Filip va tornar a passar per Làmia i va atacar la ciutat. Els macedonis, encoratjats per la victòria a la primera batalla, van destrossar l'exèrcit enemic que es va haver de refugiar a l'interior de les muralles després d'haver patit moltes pèrdues.
Les dues batalles més importants de la Primera Guerra Macedònica es van lliurar a la localitat de Làmia, però, aquesta guerra només era una estratagema per tal de mantenir Macedònia en les seves terres i evitar que prestes suport militar a Hanníbal.